# Florian Geffrouais
Florian Geffrouais (né le 5 décembre 1988 à Saint-Lô) est un athlète français, spécialiste du décathlon.

## Carrière
Il passe pour la première fois la barre des 8 000 points (8 057), le 9 juillet 2010 à Valence, en remportant le titre national. Il bat son record lors du Décathlon de Aubagne, les 27 et 28 mai 2012 avec 8 078 points. Avec cette performance, il réalise les minima pour les championnats d'Europe 2012, pour lesquels il détient le deuxième meilleur total des décathloniens engagés. 
Il atteint 8 118 points aux Championnats de France 2012, terminant premier avec 400 points d'avance sur Bastien Auzeil.
Grâce à ce total, il participe aux championnats d'Europe. Mais il mord ses trois sauts à la longueur. Il décide alors de participer à un décathlon à Bruxelles - avec Kevin Mayer qui a connu la même désillusion - pour y réaliser les minima olympiques qui sont de 8 200 points. Malheureusement, après une mauvaise entame, il doit renoncer à finir la première journée et dit adieu à toutes chances de qualifications aux Jeux olympiques.
Le 5 juillet 2015, il termine 4e de la Coupe d'Europe des épreuves combinées 2015 à Aubagne, en établissant sa meilleure marque de l'année avec 7970 points.
Le 25 juin 2016, il devient vice-champion de France derrière Bastien Auzeil avec 8 073 points et réalise ainsi les minimas pour les Championnats d'Europe d'Amsterdam.
En 2017, il représente la Nouvelle-Calédonie lors des Mini-Jeux du Pacifique de 2017 à Port-Vila, où il remporte le titre du saut à la perche et du décathlon.
Le 26 juin 2019, toujours représentant la Nouvelle-Calédonie, il termine 4e lors des Championnats d'Océanie d'athlétisme 2019 à Townsville en 7 550 points.

### Records
| Épreuve           | Performance   | Lieu         | Date            |
| ----------------- | ------------- | ------------ | --------------- |
| 100 m             | 11 s 07       | Reims        | 12 juillet 2014 |
| Saut en longueur  | 7,25 m        | Valence      | 8 juillet 2010  |
| Lancer du poids   | 15,51 m       | Aubagne      | 27 mai 2011     |
| Saut en hauteur   | 1,96 m        | Valence      | 8 juillet 2010  |
| 400 m             | 48 s 65       | Toruń        | 2 juillet 2011  |
| 110 m haies       | 14 s 82       | Zurich       | 13 août 2014    |
| Lancer du disque  | 47,65 m       | Angers       | 16 juin 2012    |
| Saut à la perche  | 5,05 m        | Nouméa       | 6 avril 2012    |
| Lancer du javelot | 64,61 m       | Saint-Brieuc | 30 mai 2010     |
| 1 500 m           | 4 min 13 s 95 | Aubagne      | 28 mai 2012     |
| Décathlon         | 8 164 pts     | Reims        | 12 juillet 2014 |